# Xiang Khouang (provincija)
Xiang Khouang ili Xiangkhouang (laoški: ຊຽງຂວາງ) je jedna od šesnaest provincija u Laosu.

## Zemljopis
Provincija se nalazi u središnjem zapadnom dijelu zemlje, prostire se na 15.880   km2.  Susjedne laoške provincije su Luang Prabang na sjeverozapadu, Houaphan na sjeveroistoku, Vientiane na jugozapadu i Bolikhamsai  na jugoistoku. Xiang Khouang ima granicu s Vijetnamom na istoku.

## Demografija
Prema podacima iz 2005. godine u provinciji živi 229.521 stanovnika, dok je prosječna gustoća naseljenosti 14 stanovnika na km². Središte provincije je u gradu Phonsavanu u kojem živi 37.507 stanovnika 2009. godine.

## Administrativna podjela
Provincija je podjeljena na osam distrikta.
| karta | kod      | ime        | laoški |
| ----- | -------- | ---------- | ------ |
|       |          |            |        |
| 09-01 | Pek      | ເມືອງແປກ    |        |
| 09-02 | Kham     | ເມືອງຄຳ     |        |
| 09-03 | Nonghed  | ເມືອງໜອງແຮດ |        |
| 09-04 | Khoune   | ເມືອງຄູນ     |        |
| 09-05 | Morkmay  | ເມືອງໝອກໃໝ່  |        |
| 09-06 | Phookood | ເມືອງພູກູດ    |        |
| 09-07 | Phaxay   | ເມືອງຜາໄຊ   |        |
| 09-08 | Thatom   | ເມືອງທ່າໂທມ  |        |